# Боннские конференции
Боннские конференции – богословские встречи англиканских, православных и старокатолических богословов состоявшиеся с 14 по 16 сентября 1874 года и с 10 по 16 августа 1875 года в Бонне. Инициатором и председателем конференций выступил немецкий богослов и один из лидеров старокатолического движения Игнац фон Дёллингер. Встречи в Бонне привели к согласию представителей Церквей по многим спорным вопросам, а также способствовали развитию англикано-старокатолического диалога на пути к евхаристическому единству.

## История проведения

### Подготовка к проведению конференций
В 1872 году в Мюнхене немецкий историк и богослов, а также один из основоположников старокатолического движения Игнац фон Дёллингер произнёс речь о необходимости воссоединения Церквей, сохранивших веру и каноническое устройство исторического христианства. Дёллингер предложил созвать конференцию с участием старокатолических, англиканских, православных и протестантских богословов. Данные инициативы Дёлингера нашли отклик современников и привели к проведению богословских собеседований в Бонне в 1874 и 1875 годах.

### Проведение конференций
В ходе проведения первой конференции в 1874 году в Боннском университете, делегаты обсуждали догматические вопросы, актуальные со времён Реформации, а также вероучительные нововведения Католической церкви. В результате работы конференции участники пришли к выводу, что католическое дополнение (Filioque) в Символ веры неправомерно и западным церквам (Англиканской и старокатолической) необходимо вернуться к Никео-Цареградскому Символу веры в его изначальном состоянии. Богословы обсуждали вопрос признания апостольского преемства и действительности рукоположения в Англиканской церкви. Данный вопрос отказались обсуждать православные делегаты, сославшись на недостаточное изучение данной проблематики. Несмотря на важные достижения в межконфессиональном диалоге, делегаты высказывали разные взгляды на проблему Filioque и папского первенства. По итогам конференции 1874 года англиканские, православные и старокатолические богословы пришли к согласию по следующим вопросам: Священное Писание и Предание, неприятие догмата о непорочном зачатии Девы Марии, исповедание грехов, покаяние, молитвы за усопших и Евхаристия.
Центральное место богословской дискуссии на конференции 1875 года занял вопрос о Filioque. Старокатолические богословы признав данную вставку незаконной, не хотели отказываться от учения, заключающегося в ней. В итоге после продолжительного обсуждения делегаты пришли к шести тезисам, взятым из сочинений Иоанна Дамаскина: «Святой Дух исходит от Отца как начала, причины, источника Божества. Святой Дух не исходит из Сына, потому что в Божестве есть одно только начало, одна причина, которой производятся все, что есть в Божестве. Святой Дух исходит от Отца через Сына. Святой Дух есть образ Сына-образа Отца, исходящий от Отца и почивающий в Сыне, как Его проявительная сила. Святой Дух есть ипостасное произведение из Отца, но не из Сына, потому что Он есть Дух уст Божества, извещающий Слово. Святой Дух образует посредство между Отцом и Сыном и через Сына соединяется с Отцом». На конференции 1875 года большинство делегатов (в том числе и представители Русской православной церкви) признали апостольское преемство и рукоположение в Англиканской церкви. Запланированный вопрос о чистилище не обсуждался.

## Последствия
Богословские дискуссии в рамках конференций во многом способствовали появлению понятия «интеркоммунион». Боннские конференции способствовали развитию православно-старокатолического и православно-англиканского богословских диалогов. Старокатолические делегаты, признав незаконность Filioque оказались неготовы отказаться от учения о нём, подчеркивая, что Filioque не догмат, а частное богословское мнение Западных Церквей. В ходе Боннских собеседований старокатолики и англикане пришли к общему мнению об отсутствии серьёзных препятствий для общего участия в таинствах. Несмотря на критику англиканского богослова Эдварда Пьюзи старокатоликов за их значительные уступки православным в вопросе Filioque, в ходе собеседований в Бонне особое значение приобрели отношения англикан и старокатоликов. Боннские конференции во многом способствовали подписанию Боннского соглашения в 1931 году между церковью Англии и старокатолическими церквами Утрехтской унии о евхаристическом общении.

## Комментарии
1. ↑  Интеркоммунион — совместное участие в Евхаристии представителей различных христианских конфессий[5].